# Panzer Elite Action: Fields of Glory
Panzer Elite Action: Fields of Glory — компьютерная игра, разработанная ZootFly и выпущенная JoWooD Productions в Европе в 2006 году. Американская версия игры вышла 21 августа 2006 года и получила название First Battalion.

## Геймплей
Игра представляет собой танковый симулятор в сеттинге Второй мировой войне, где игрок может командовать взводом немецких, советских и союзных войск в трёх кампаниях. Для каждого из своих танков игрок может собирать экипаж в зависимости от их навыков, которые со временем улучшаются. Со временем становятся доступны новые участники для экипажа для замены убитых и раненых. Члены экипажа также могут получать награды.
Игра состоит из 18 миссий, поделённых на немецкую, русскую и союзную военные кампании. Первые несколько миссий довольно просты в прохождении, становясь сложнее по мере продвижения и обучения игрока. В игре представлены многие основные танки Второй мировой войны. Со временем игроку становятся доступны лучшие танки («Тигр» для немцев и поздние версии «Шермана» для американцев). Через каждые несколько километров на игровых картах расположены ремонтные и боезапасные пункты на случай повреждения танка огнём противника или истощения его боезапаса.

### Одиночная игра
Игра разделена на 3 кампании: немецкую, советскую и союзную. В немецкой кампании игрок принимает участие во вторжении в Польшу и Францию, а затем помогает успеху операции «Барбаросса» по нападению на СССР. В последней миссии немецкой миссии игроку предстоит принять участие в Сталинградской битве.
Следующая кампания — советская. Первая миссия этой кампании — завершить окружение Сталинграда, затем остановить операцию «Зимняя буря», уничтожив бронепоезд с припасами, и выбить немцев из города. Затем игрок должен остановить наступление немцев и уничтожить дальнобойную артиллерию. После этого игрок укрывается на захваченном танке «Пантера», освобождает нескольких советских военнопленных и, наконец, выигрывает Курскую битву.
В третьей кампании игрок сражается на стороне союзников, где принимает участие в успешной высадке в Нормандии в июне 1944 года. Затем игрок уничтожает несколько ракет Фау-2. В следующей миссии игроку противостоят Тигры и Пантеры, и он должен заполучить танкового аса Михаэля Виттмана. Затем игрок должен остановить немецкую контратаку в битве при Арденнах и снова уйти под укрытие на захваченном «Королевском тигре», чтобы остановить немцев, взорвавших дамбу и затопивших долину. Последняя миссия — бросок к Рейну.
У игрока есть возможность использовать в бою как основное (пушка), так и дополнительное (пулемёт) вооружение. Сама игра представляет собой историю трёх командиров танков, по одному на каждую кампанию. Во время игры члены экипажа часто разговаривают между собой, на экране появляются их цитаты. Игрок часто получает похвалу от экипажа, когда поражает цель, а также жалобы в случае дружественного огня.

### Мультиплеер
В многопользовательском режиме игроки во время игры могут создавать игровые кланы. В игре представлено семь многопользовательских карт: Мери-сюр-Марн, Курск, Бокаж, Шестаков, Сталинград, Бинген-на-Рейне и Хюртген. К серверу могут подключаться до 32 игроков.
В мультиплеере игроку можно использовать пушку либо альтернативное оружие: авиаудары для лёгких танков, мины для средних танков и сброс снабжения для тяжёлых танков. При создании игры на сервере можно устанавливать процент дружественного огня, лимит очков и лимит времени подключения и максимальное количество игроков.

## Дополнение
В 2007 году JoWood выпустила дополнение к игре Panzer Elite Action: Dunes of War. Он включает в себя «Африканскую главу» войны и содержит две новые кампании, включая немецкую и союзную, а также десять полностью новых многопользовательских карт.

## Отзывы
На агрегаторе обзоров Metacritic версии для ПК и Xbox получили «смешанные» отзывы, а версия для PlayStation 2 получила «в целом неблагоприятные отзывы».